# Midway Games
A Midway Games Inc. (jelenleg Midway Manufacturing és Bally Midway, közismert nevén egyszerűen Midway) amerikai videójáték-fejlesztő és -kiadó cég volt. A Midway franchise-ai közé tartozott a Mortal Kombat, a Rampage, a Spy Hunter, az NBA Jam, a Cruis'n és az NFL Blitz. A Midway megvásárolta az eredetileg a Williams Electronics és az Atari Games által fejlesztett videójátékok jogait is, mint például a Defender, a Joust, a Robotron 2084, a Gauntlet és a Rush sorozat. 

## Története
A  Midway céget 1958-ban alapították Midway Manufacturing néven, szórakoztató játékgyártóként. Alapítói Henry Ross és Marcine Wolverton voltak.
A céget 1969-ben a Bally Manufacturing vásárolta meg. A Bally abban az időben vezető szerepet töltött be a játékgépek gyártásában. Miután néhány évig mechanikus játéktermi játékokat, például korongbowlingot és szimulált western lövöldözőst készített, a Midway 1973-ban a játéktermi videójátékok korai amerikai gyártójává vált. 
Az 1970-es években a Midway szoros szövetségben állt a japán Taito Corporation videójáték-kiadóval. Mindkét cég rendszeresen licencelte egymásnak játékait a saját országában történő forgalmazás céljából. 1973-ban a Midway belépett az interaktív szórakoztatóiparba, játéktermi videójátékokat fejlesztett és adott ki. Az első mainstream sikerét a Space Invaders amerikai forgalmazásával érte el 1978-ban. Az 1980-as években a Bally Midway nevet alkalmazták. A Bally 1982-ben egyesítette flipperrészlegét a Midway-jel.
1988-ban a Midwayt felvásárolta és újra egyesítette a WMS Industries Inc. Miután a Midway évekig vezető szerepet töltött be a játéktermek szegmensében, 1996-tól kezdődően - ugyanabban az évben, amikor a vállalat részvényeinek tőzsdei bevezetését kezdeményezte - belépett a növekvő otthoni videojáték-piacra. 1998-ban a WMS szétválasztotta a Midway fennmaradó részvényeit. A Midway 2000-ben a negyedik legnagyobb forgalmú videójáték-kiadó volt.
2000 után a Midway folytatta a videójátékok fejlesztését és kiadását otthoni és kézi videójáték-gépekre, de éves szinten nagy nettó veszteségeket szenvedett el, és számos részvény- és adósságkibocsátást, valamint egyéb finanszírozást és hitelfelvételt hajtott végre. Sumner Redstone, az időközben egyesült Viacom és CBS Corporation korábbi vezetője az 1998-as 15%-ról 2007 végére 87%-ra növelte részesedését a Midwayben. 2008 decemberében Redstone 100 000 dollárért eladta összes részvényét és 70 millió dollárnyi Midway-adósságát Mark Thomas magánbefektetőnek.
2009 februárjában a Midway Games Delaware államban csődöt jelentett. A Warner Bros. megvásárolta a Midway eszközeinek nagy részét, és a Midway megegyezett Mark Thomasszal, hogy mondjon le a Midway részvényeiről és adósságairól. Az Egyesült Államok chicagói kerületi bírósága elutasította azt a pert, amely szerint a Midway korábbi vezetői félrevezették a részvényeseket, miközben saját részvényeiket értékesítették. 2010-ben a csődeljárási bíróság elutasította a Redstone elleni kereseteket a vállalat Thomasnak történő eladásával kapcsolatban, és jóváhagyta a Midway felszámolási tervét. A Midway 2010 júniusában megszüntette értékpapírjainak nyilvános nyilvántartásba vételét.

## Videójátékok
Eredeti
- 720°
- Arch Rivals
- Arctic Thunder
- Bio F.R.E.A.K.S
- Blasted
- Blasteroids
- Blue Print
- Blitz: The League
- Blitz: The League II
- CarnEvil
- Cart Fury Championship Racing
- Cyberball 2072
- Cruis’n Exotica
- Cruis’n USA
- Cruis’n World
- Demolition Derby
- Discs of Tron
- Domino Man
- Dr. Muto
- Gorf
- The Grid
- Happy Feet
- Hydro Thunder
- Journey
- Killer Instinct
- Killer Instinct 2
- Klax
- Marble Madness
- MLB Slugfest
- Mortal Kombat
- Mortal Kombat II
- Mortal Kombat 3
- Mortal Kombat 4
- NBA Jam
- NBA Jam Tournament Edition
- NBA Hangtime
- NBA Maximum Hangtime
- NBA Showtime: NBA on NBC
- NHL Hitz
- NFL Blitz
- Off Road Challenge
- Offroad Thunder
- NHL 2 on 2 Open Ice Challenge
- Omega Race
- Paperboy
- Pigskin 621 A.D.
- Rampage
- Rampage World Tour
- Ready 2 Rumble Boxing
- Ready 2 Rumble Boxing: Round 2
- RedCard 20-03
- Revolution X (1994)
- Roadblasters
- Sarge
- Satan’s Hollow
- Sea Wolf
- Sea Wolf II
- Space Zap
- Spy Hunter
- Spy Hunter II
- Strike Force
- S.T.U.N. Runner
- Super Sprint
- Tapper
- Terminator 2: Judgment Day
- Timber
- T-Mek
- TNA Impact!
- Tornado Baseball
- Total Carnage
- Tron
- Trog
- Truxton
- Two Tigers
- Ultimate Mortal Kombat 3
- Vindicators
- Wacko
- Wizard of Wor
- WWF WrestleMania: The Arcade Game
- Xenophobe
- Xybots

Engedéllyel rendelkező
A következő címeket a Midway licencelte más cégektől.
- Area 51
- Area 51: Site 4
- Space Race
- Astron Belt
- Badlands
- Bank Panic
- Batman
- Blaster
- Boot Hill
- Bosconian
- Bubbles
- Bull Fight
- Bump ‘n’ Jump
- BurgerTime
- California Speed
- Defender
- Flicky
- Gauntlet
- Gauntlet Legends
- Gauntlet Dark Legacy
- Galaxian
- Galaxy Ranger
- Galaga
- Gaplus (Galaga 3)
- Gun Fight
- Hit the Ice
- Jr. Pac-Man
- Joust
- Joust 2: Survival of the Fittest
- Mace: The Dark Age
- Mappy
- Maximum Force
- Moon Patrol
- Ms. Pac-Man
- NARC
- Pac-Man
- Pac-Land
- Primal Rage
- Racer
- Rally-X
- Rampart
- Road Burners
- Robotron 2084
- San Francisco Rush
- San Francisco Rush The Rock: Alcatraz Edition
- San Francisco Rush 2049
- Shuuz!'
- Smash TV
- Space Invaders
- Space Invaders Deluxe
- Stargate
- Super Pac-Man
- Super Speed Race
- SWAT
- Truxton
- TV Basketball
- Up’n Down
- War Final Assault
- War Gods
- Water Match
- Wheels
- Wheels II
- Winner
- Winner IV